# Hinter der Gartenmauer
Hinter der Gartenmauer (Originaltitel: Over the Garden Wall) ist eine zweifach Emmy-ausgezeichnete US-amerikanische animierte Miniserie von Patrick McHale, der zuvor als Autor und Creative Director an Adventure Time – Abenteuerzeit mit Finn und Jake mitgewirkt hat. Die Serie mischt phantastische und folkloristische Elemente mit komödiantischem und gruseligem Ton.

## Handlung
Die beiden Halbbrüder Wirt und Greg haben sich nachts in einem mysteriösen Wald verlaufen. Auf ihrer Suche nach einem Weg zurück nach Hause werden sie von Gregs neuem Haustier begleitet – einem Frosch mit ständig wechselndem Namen. Unterwegs treffen sie auf die gereizte Vogeldame Beatrice, die ihnen anbietet, sie zu Adelaide, der guten Seele des Waldes, zu führen. Diese wüsste mit Sicherheit einen Ausweg.
Im Laufe der Serie begegnen sie zudem wiederholt dem Forstmann, der den Wald auf der Suche nach einer geheimnisvollen Baumart durchstreift. Mit dem Öl, das er aus dem Holz dieser Bäume presst, speist er die Flamme seiner Laterne – in der er die Seele seiner Tochter wähnt. Er warnt die Brüder vor dem Biest des Waldes, doch bald müssen sie annehmen, dass der Forstmann selbst das Biest ist. 
Sie begegnen weiteren seltsamen Gestalten und erreichen schließlich Adelaide. Doch Beatrice hat sie betrogen: Adelaide ist eine böse Hexe. Beatrice hat ihr die Kinder gebracht, um im Gegenzug eine magische Schere zu erhalten, mit der sie sich und ihre Familie wieder in Menschen zurückverwandeln kann. Wirt und Greg gelingt die Flucht, doch Wirt verliert den Mut, jemals aus dem Wald herauszufinden. Dies scheint der Fluch des Biests zu sein – und Wirt droht, zu einem jener Bäume zu werden, nach denen der Forstmann sucht. Während Wirt schläft, bietet sich Greg dem Biest stattdessen als Opfer an.
In der neunten Folge der Serie wird in einem Rückblick erklärt, wie die Brüder in den Wald gelangt sind. Entgegen der Erwartungen, die ihre altmodische Kleidung weckt, spielt die Handlung tatsächlich in der Gegenwart. An Halloween flüchten die Halbbrüder vor der Polizei, klettern über die namensgebende Gartenmauer – und gelangen so in den Wald.
In der finalen Folge verbünden sich Wirt und Beatrice, um Greg zu retten. Auch der Forstmann stellt sich nun dem Biest entgegen: Er erkennt, dass es all die Jahre nicht die Seele seiner Tochter war, die er in der Laterne am Leben hielt, sondern die des Biests selbst. Als die Flamme erlischt und das Biest stirbt, finden Wirt und Greg zurück zum Teich. Wirt kann seinen Bruder noch rechtzeitig aus dem Wasser ziehen, bevor er das Bewusstsein verliert – und schließlich in einem Krankenhaus wieder erwacht.

## Produktion

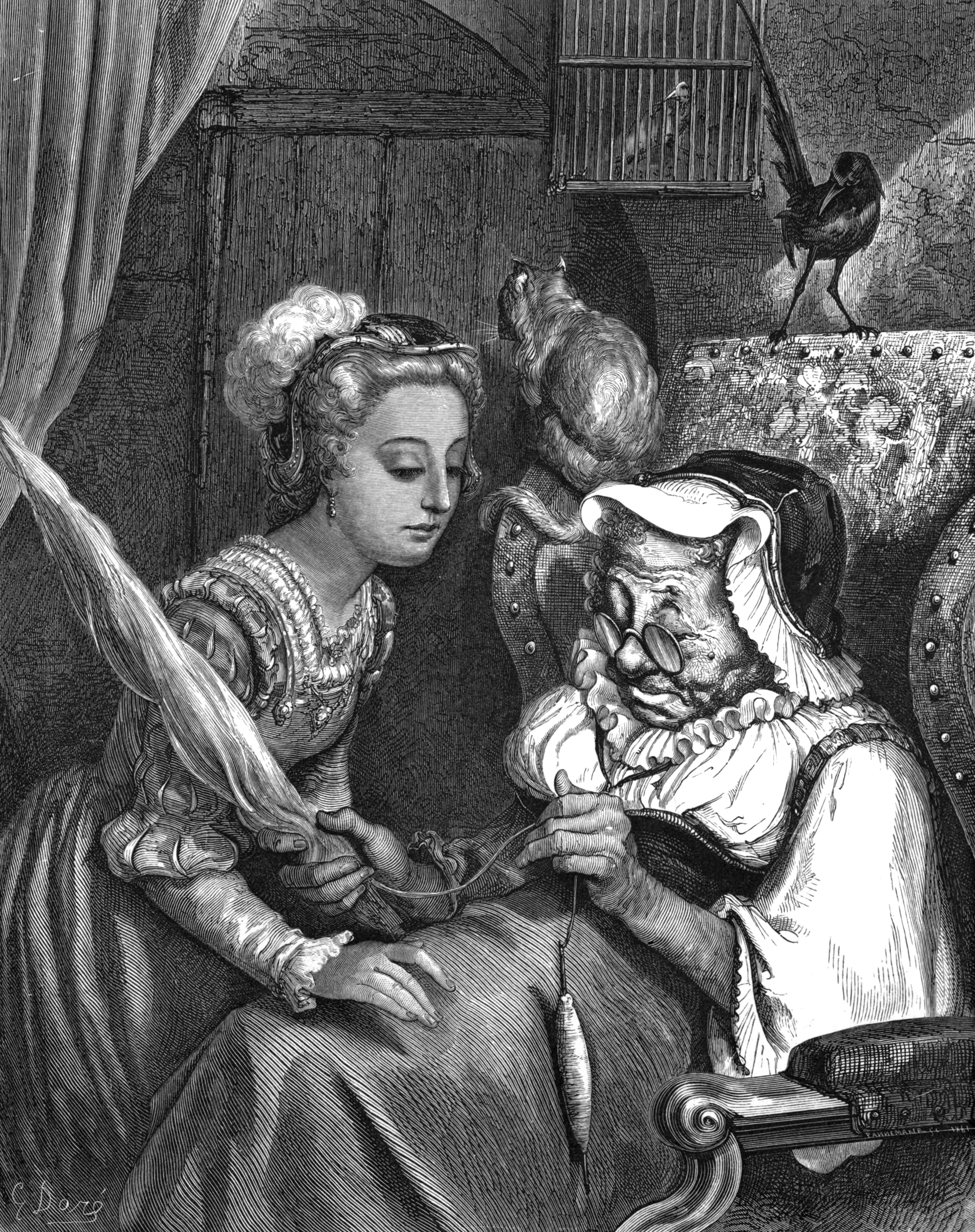
Gustave Doré, 1867

Hinter der Gartenmauer basiert auf Patrick McHales neunminütigem preisgekröntem Kurz-Animationsfilm Tome of the Unknown (USA 2013), der seine Premiere am 9. September 2013 beim LA Shorts Fest feierte. Die Serie wurde 2014 von den Cartoon Network Studios produziert und ist die erste Miniserie des Studios.
Erste Ideen zur Serie entstanden schon 2004 mit gruseligerer und abenteuerlicherer Handlung. McHale stellte sich ursprünglich ein Halloween-Special vor und hatte Schwierigkeiten damit, die Prämisse für ein längeres Format umzuschreiben. Schließlich entschied man sich für ein Miniserien-Format. Als Inspirationen nannte McHale Kinderbücher des 19. Jahrhunderts, amerikanische Musik des frühen 20. Jahrhunderts und Volkskunst sowie visuelle Einflüsse von Gustave Doré und Walt Disneys Alice Comedies-Serie der 1920er Jahre. Die Figur des Greg basiere hingegen auf seinem eigenen Sohn und auch andere Elemente der Geschichte auf eigenen Erfahrungen.
Die Geschichten jeder Folge wurden von McHale, Amalia Levari und Tom Herpich entwickelt (die der neunten Folge außerdem von Cole Sanchez und Bert Youn) und von verschiedenen Drehbuchautoren und Storyboard-Künstlern umgesetzt. Nate Cash führte Regie.
Im Original werden die Figuren der Serie unter anderem von Elijah Wood, Melanie Lynskey, John Cleese und Christopher Lloyd gesprochen. Die deutsche Synchronfassung entstand unter anderem mit Kostja Ullmann und Christian Brückner. Die deutsche TV-Premiere fand am 30. März 2015 auf Cartoon Network statt.

## Synchronisation
Die TV+Synchron in Berlin vertonte die Serie für die deutsche Sprachfassung. Michael Ernst schrieb die Dialogbücher und führte die Dialogregie. Des Weiteren leitete er die musikalischen Aufnahmen und übersetzte die Liedtexte ins Deutsche.
| Rolle              | Originalsprecher  | Deutscher Sprecher   |
| ------------------ | ----------------- | -------------------- |
| Wirt               | Elijah Wood       | Kostja Ullmann       |
| Gregory            | Collin Dean       | Jonas Schmidt-Foß    |
| Beatrice           | Melanie Lynskey   | Anita Hopt           |
| Der Forstmann      | Christopher Lloyd | Christian Brückner   |
| Das Biest          | Samuel Ramey      | Claudio Maniscalco   |
| Adelaide           | John Cleese       | Cusch Jung           |
| Beatrice’ Mutter   | Shirley Jones     | Isabella Grothe      |
| Enoch              | Chris Isaak       |                      |
| Jason Funderberker | Cole Sanchez      | Dirk Petrick         |
| Jimmy Brown        | Thomas Lennon     | Karlo Hackenberger   |
| Kathleen           | Ashly Burch       | Daniela Reidies      |
| Lorna              | Shannyn Sossamon  | Marieke Oeffinger    |
| Margueritte Grey   | Bebe Neuwirth     | Claudia Gáldy        |
| Miss Langtree      | Janet Klein       | Cathlen Gawlich      |
| Mister Langtree    | Sam Marin         | Uli Krohm            |
| Pferd Fred         | Fred Stoller      | Jeremias Koschorz    |
| Quincy Endicott    | John Cleese       | Joachim Kaps         |
| Rhondi             | Ashly Burch       | Esra Vural           |
| Sara               | Emily Brundige    | Giovanna Winterfeldt |
| Tante Whispers     | Tim Curry         | Rainer Gerlach       |
| Erzähler           | Warren Burton     | Michael Iwannek      |

## Episoden
| Nr. | Deutscher Titel            | Originaltitel                 | Erstausstrahlung USA | Deutschsprachige Erstausstrahlung (D) | Drehbuch                                    |
| --- | -------------------------- | ----------------------------- | -------------------- | ------------------------------------- | ------------------------------------------- |
| 1 | Die alte Getreidemühle     | The Old Grist Mill            | 3. Nov. 2014         | 30. März 2015                         | Natasha Allegri, Zac Gorman, Steve Wolfhard |
| Wirt und Greg haben sich nachts im Wald verlaufen und treffen auf den Forstmann, der in einer alten Mühle Öl aus Holz presst und der sie vor dem Biest des Waldes warnt. Sie werden von einem hundeähnlichen Monster angegriffen, das die Mühle zerstört und das sie für das Biest halten – tatsächlich handelt es sich aber nur um einen eigentlich sehr friedlichen Hund, der sich nur an einer schwarzen Schildkröte verschluckt hatte.                                                                                    |                            |                               |                      |                                       |                                             |
| 2 | Das große Kürbisfest       | Hard Times at the Huskin' Bee | 3. Nov. 2014         | 30. März 2015                         | Bert Youn, Aaron Renier, Patrick McHale     |
| Wirt, Greg und die Vogeldame Beatrice finden ein Dorf mit seltsamen, kürbisköpfigen Bewohnern. Sie stören das alljährliche Kürbisfest und sollen zur Wiedergutmachung zwei große Löcher graben. Wirt ist überzeugt, dass es ihre eigenen Gräber sein werden, tatsächlich sind es fremde: Das Dorf wird von Skeletten bewohnt und sie sollten nur weitere Bewohner aus der Erde befreien, dann können sie gehen. |                            |                               |                      |                                       |                                             |
| 3 | Schulhof-Träumereien       | Schooltown Follies            | 4. Nov. 2014         | 31. März 2015                         | Jim Campbell, Laura Park                    |
| Wirt, Greg und Beatrice finden mitten im Wald eine Schule für Tierkinder und werden von der Lehrerin für weitere Schulkinder gehalten. Greg motiviert alle Kinder mit einem fröhlichen Lied, doch der Vater der Lehrerin hält das für schlechtes Betragen und will die Schule schließen. Mit Hilfe eines Benefizkonzerts können Greg und Wirt die Schule doch noch retten und auch die Lehrerin fasst neuen Mut, als sie ihre verloren geglaubte Liebe wiedertrifft.                                                          |                            |                               |                      |                                       |                                             |
| 4 | Lieder der dunklen Laterne | Songs of the Dark Lantern     | 4. Nov. 2014         | 31. März 2015                         | Pendleton Ward, Bert Youn, Steve McLeod     |
| Wirt und Greg besuchen eine Gaststätte, in der sie erneut vor dem Biest des Waldes gewarnt werden. Es verwandle Menschen in Bäume, um mit deren Öl das Licht seiner Laterne zu nähren. Wirt überlegt, dass der Forstmann, der sie ursprünglich vor dem Biest warnte, selbst das Biest sein muss. Sie finden Beatrice bewusstlos in seiner Nähe, können sie aber retten. Das Biest erscheint dem Forstmann und warnt ihn, die Flamme nicht verlöschen zu lassen: Das Leben seiner Tochter hinge davon ab.                      |                            |                               |                      |                                       |                                             |
| 5 | Verrückte Liebe            | Mad Love                      | 5. Nov. 2014         | 1. Apr. 2015                          | Natasha Allegri, Zac Gorman                 |
| Wirt und Greg treffen den Besitzer eines riesigen Herrenhauses. Gemeinsam mit ihm machen sie sich auf die Suche nach dem Geist, in den er sich unsterblich verliebt hat – um schließlich festzustellen, dass es sich um seine Nachbarin handelt. Die beiden Anwesen sind derart groß, dass sie im Lauf der Zeit bei Erweiterungen von beiden unbemerkt verknüpft wurden. Zum Dank erhalten Wirt und Greg Geld, das sie für eine Fähre brauchen, doch Greg wirft die Münzen lieber in einen Brunnen.                           |                            |                               |                      |                                       |                                             |
| 6 | Das Schlaflied der Frösche | Lullaby In Frogland           | 5. Nov. 2014         | 1. Apr. 2015                          | Bert Youn, Nick Edwards                     |
| Wirt, Greg und Beatrice sind endlich auf der Fähre, die sie zu Adelaide bringen wird. Sie haben allerdings keine Fahrkarten und tarnen sich mit Hilfe von Gregs Frosch als Mitglied des Orchesters. In der Nacht folgen sie Beatrix zu Adelaide und finden heraus, dass Beatrix sie betrogen hat: Sie sollte Adelaide zwei Sklaven bringen um eine Schere zu erhalten, mit der sie sich und ihre Vogelfamilie wieder zurück in Menschen verwandeln kann. Beatrice vernichtet Adelaide, Wirt und Greg können fliehen – allein. |                            |                               |                      |                                       |                                             |
| 7 | Die klingelnde Glocke      | The Ringing of the Bell       | 6. Nov. 2014         | 2. Apr. 2015                          | Patrick McHale, Bert Youn, Tom Herpich      |
| Wirt und Greg finden ein altes Haus im Wald, das Dienstmädchen versteckt sie erschrocken vor ihrer Tante. Die lässt das Mädchen ununterbrochen arbeiten, damit sie nicht böse werde, und kontrolliert sie mit Hilfe einer kleinen Glocke. Wirt und Greg helfen dem Mädchen, der Kontrolle durch ihre Tante zu entkommen, doch das erlaubt dem Mädchen, sich in einen Dämon zu verwandeln. Erst das Klingeln der Glocke mit Befehl an den Dämon, den Körper des Mädchens zu befreien kann sie erlösen.                         |                            |                               |                      |                                       |                                             |
| 8 | Kinder im Wald             | Babes in the Wood             | 6. Nov. 2014         | 2. Apr. 2015                          | Mark Bodnar, Jim Campbell, Bert Youn        |
| Wirt hat alle Hoffnung aufgegeben, jemals nach Hause zurückzufinden. In der Nacht träumt Greg von einer Wolkenstadt, wo er mit den Bewohnern feiert. Er befreit aus Versehen den bösen, kalten Nordwind, kann ihn jedoch wieder einfangen und die Wolkenkönigin gestattet ihm zum Dank einen Wunsch. Greg wünscht sich, mit Wirt nach Hause zurückzukehren, doch das geht nicht, denn das Biest hat schon begonnen, Wirt zu Holz zu verwandeln. So wünscht sich Greg, Wirts Platz einzunehmen.                                |                            |                               |                      |                                       |                                             |
| 9 | Auf in das Unbekannte      | Into the Unknown              | 7. Nov. 2014         | 3. Apr. 2015                          | Cole Sanchez, Vi Nguyen, Zac Gorman         |
| Es ist Halloween, der Abend bevor Wirt und Greg sich im Wald verliefen. Wirt hat sich vorgenommen, Sara, einem Mädchen, für das er schwärmt eine Kassette mit eigenen Gedichten zu geben, traut sich jedoch nicht. Gemeinsam mit Greg, der eigentlich Frösche fangen will, verfolgt er sie bis auf einen Friedhof, wo sie sich mit Freunden trifft. Bevor sie sich näher kommen können, werden sie von einem Polizeiwagen erschreckt. Greg und Wirt fliehen über die Friedhofsmauer und landen bewusstlos in einem See.       |                            |                               |                      |                                       |                                             |
| 10 | Das Unbekannte             | The Unknown                   | 7. Nov. 2014         | 3. Apr. 2015                          | Natasha Allegri, Jim Campbell, Tom Herpich  |
| Beatrice und Wirt finden Greg, der sich nach und nach in einen Baum verwandelt. Das Biest bietet an, Greg in einer Laterne am Leben zu erhalten, wenn Wirt diese nähre. Doch Wirt erkennt, dass die Flamme stattdessen das Biest am Leben erhält. Der Forstmann, erschrocken über diese Erkenntnis löscht die Flamme des Biests. Wirt und Greg erwachen im See und schließlich im Krankenhaus, wo auch Sara auf sie wartet. In einer Sequenz werden die Bewohner des Waldes gezeigt, denen es jetzt so viel besser geht.      |                            |                               |                      |                                       |                                             |

## Auszeichnungen
Emmyverleihung
- 2015: Emmy in der Kategorie Outstanding Animated Program für Hinter der Gartenmauer
- 2015: Emmy in der Kategorie Outstanding Individual Achievement In Animation an Nick Cross, Production Design